# 莱谢勒 (弗里堡州)
萊謝勒（法語：Léchelles，法語發音：[leˈʃɛl]）是瑞士弗里堡州的旧市镇，位於該國西部，面積8.75平方公里，海拔高度545米，2011年人口603，七成半人口信奉羅馬天主教，人口密度每平方公里69人。

## 外部連結
- Official website （法文）